# Kuopio domkyrka

Kuopio domkyrka är en kyrkobyggnad i den finländska staden Kuopio i landskapet Norra Savolax. Kyrkan är domkyrka för Kuopio stift inom den evangelisk-lutherska kyrkan i Finland.

## Kyrkobyggnaden
Domkyrkan är den femte kyrkobyggnaden i Kuopio. Kyrkan uppfördes mellan åren 1806 och 1816 efter ritningar av arkitekt Pehr W. Palmrooth. Ritningarna var dock färdiga redan år 1795. Kyrkobyggaren Jacob Rijf var byggmästare. År 1808 hade den nått takfotshöjd. Bygget avbröts p.g.a. Finska kriget och kunde återupptas först år 1812. Pehr Granstedt ledde arbetet 1813-1815. År 1815 revs den gamla träkyrkan som fanns längs södra delen av Landshövdingsgatan. Det förstärkte centrum till Gustavstorget, nuvarande Snellmansparken. Kyrkan blev domkyrka 1851 trots att stiftets domkyrka under åren 1900-1939 fanns i Uleåborg. 

### Orglar
Kyrkans huvudorgel är tillverkad av danska Bruno Christensen & Sønner Orgelbyggeri i Tinglev 1986 och kororgel av svenska Robert Gustavsson Orgelbyggeri i Härnösand 2003. Altartavlan är målad av Berndt Abraham Godenhjelm 1843. Kyrkan rymmer cirka 1500 personer.

### Altartavla

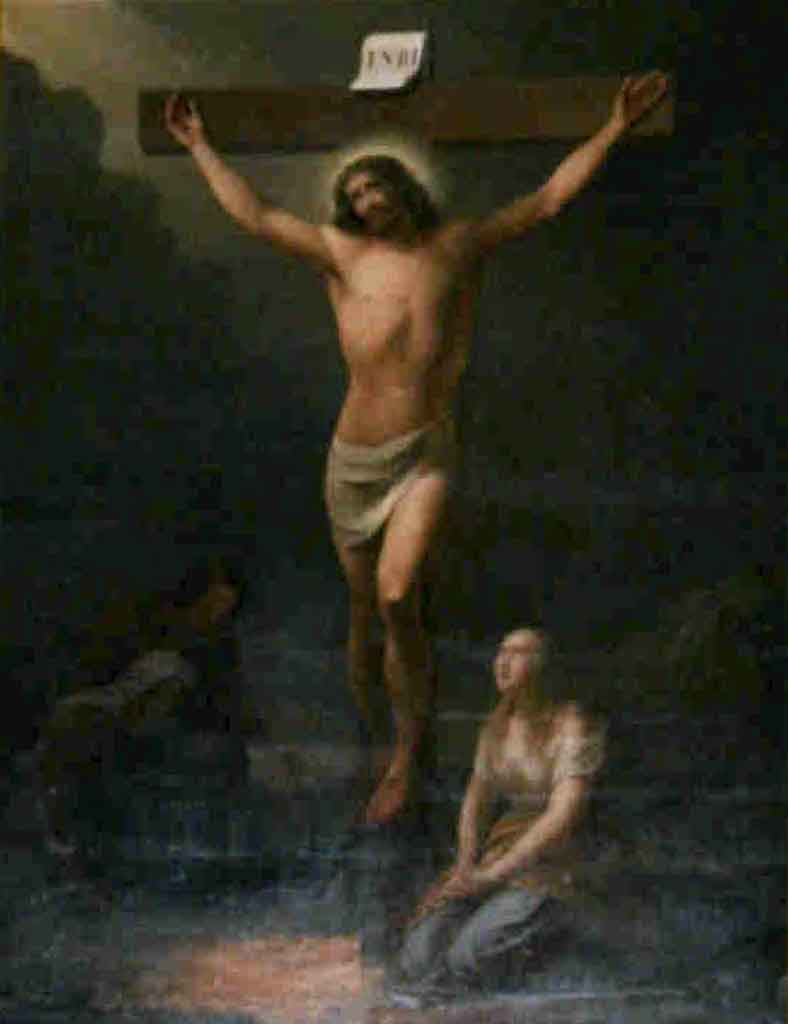
Altalvatra Kristus på korset, Berndt Abraham Godenhjelm, 1843.

Kyrkoherden och teologie doktorn Matthias Ingman donerade tavlan 1843. I tidningen Saima, som J. V. Snellman var chefredaktör för, ingick en rörande beskrivning av tavlan. Den beskrevs som en blandning av en relief och staty. Trots det ansågs den vara uttrycksfull och säkert som en av de bättre altartavlorna i norr. 